# Vysotskit
Vysotskit ist ein selten vorkommendes Mineral aus der Mineralklasse der „Sulfide und Sulfosalze“ mit der chemischen Zusammensetzung (Pd,Ni)S und damit chemisch gesehen Palladium(II)-sulfid. Bei diesem natürlichen Palladium(II)-sulfid ist allerdings allgemein ein geringer Teil des Palladiums durch Nickel vertreten (substituiert).
Vysotskit kristallisiert im tetragonalen Kristallsystem, entwickelt aber nur selten prismatische Kristalle bis etwa 0,07 mm Größe. Meist findet er sich in Form winziger, unregelmäßiger Körner. Das Mineral ist in jeder Form undurchsichtig (opak) und zeigt auf den Oberflächen der silbergrauen Körner einen starken metallischen Glanz. Im Auflicht erscheint Vysotskit allerdings eher grauweiß mit einem Stich ins Bläuliche. Eine Strichfarbe konnte bisher aufgrund der geringen Probengröße nicht ermittelt werden.

## Etymologie und Geschichte

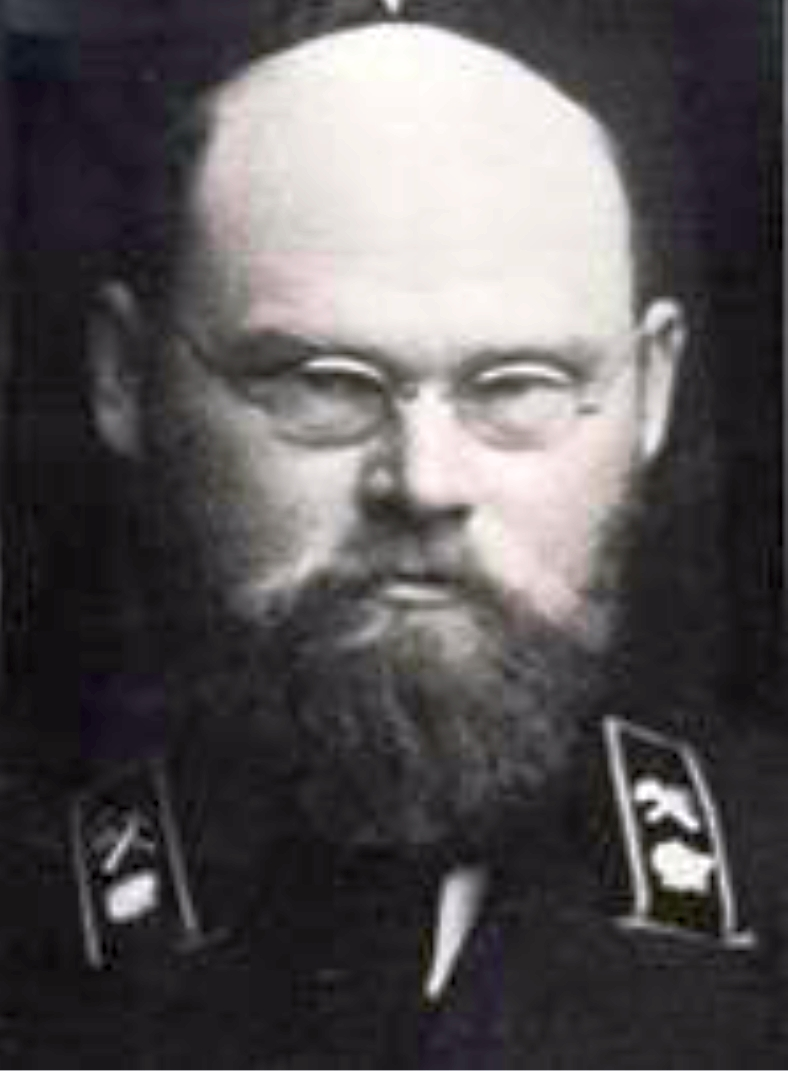
Namensgeber Nikolai Konstantinowitsch Wyssozki, vor 1917

Entdeckt wurde Vysotskit erstmals in einer Platinerzlagerstätte bei Norilsk im Putorana-Gebirge (auch Putoran-Plateau), Taimyrhalbinsel in der russischen Region Krasnojarsk. Die Erstbeschreibung erfolgte durch Alexander Dmitrijewitsch Genkin (russisch: Александр Дмитриевич Генкин; 1919–2010) und O. Je. Swjaginzew, die das Mineral nach dem sowjetischen Geologen Nikolai Konstantinowitsch Wyssozki (englisch: Nikolai Konstantinovich Vysotskii; russisch: Никола́й Константи́нович Высо́цкий; 1864–1932) benannten. Dieser entdeckte die Typlokalität des Minerals.
Genkin und Swjaginzew reichten ihre Untersuchungsergebnisse und den gewählten Namen zur Prüfung bei der International Mineralogical Association (IMA) ein, die den Vysotskit als eigenständige Mineralart anerkannte. Die Publikation der Erstbeschreibung erfolgte 1962 im russischen Fachmagazin Sapiski Wsessojusnogo Mineralogitscheskogo Obschtschestwa (russisch Записки Всесоюзного Минералогического Общества, englisch Zapiski Vsesoyuznogo Mineralogicheskogo Obshchestva) und ein Jahr später noch einmal als Kurzbeschreibung bei der Publikation der New Mineral Names im englischsprachigen Fachmagazin American Mineralogist.
Die Bestätigung der Anerkennung des Minerals durch die „Commission on New Minerals and Mineral Names“ der IMA erfolgte erst in einem 1967 erschienenen und 129 Erstbeschreibungen der Jahre 1961 bis 1964 zusammenfassenden Report. Infolgedessen besitzt Vysotskit keine IMA-Nummer, sondern wird unter der Summenanerkennung „IMA 1967 s.p.“ (special procedure) geführt.
Das Typmaterial des Minerals wird in der Mineralogischen Sammlung der Staatlichen Bergbau-Universität Sankt Petersburg (ehemals Staatliches Bergbauinstitut) in Sankt Petersburg unter der Sammlungs-Nr. 93a/1 und im Mineralogischen Museum, benannt nach A. J. Fersman der Russischen Akademie der Wissenschaften in Moskau unter der Sammlungs-Nr. 64853 aufbewahrt.

## Klassifikation
In der veralteten 8. Auflage der Mineralsystematik nach Strunz gehörte der Vysotskit zur Mineralklasse der „Sulfide und Sulfosalze“ und dort zur Abteilung „Sulfide mit M : S = 1 : 1“, wo er gemeinsam mit Braggit und Cooperit in der „Braggit-Cooperit-Gruppe“ mit der Systemnummer II/B.16 steht.
In der zuletzt 2018 überarbeiteten Lapis-Systematik nach Stefan Weiß, die formal auf der alten Systematik von Karl Hugo Strunz in der 8. Auflage basiert, erhielt das Mineral die System- und Mineralnummer II/C.25-010. Dies entspricht der Klasse der „Sulfide und Sulfosalze“ und dort der Abteilung „Sulfide mit dem Stoffmengenverhältnis Metall : S,Se,Te ≈ 1 : 1“, wo Vysotskit zusammen mit Braggit und Cooperit eine unbenannte Gruppe mit der Systemnummer II/C.25 bildet.
Die von der International Mineralogical Association (IMA) zuletzt 2009 aktualisierte 9. Auflage der Strunz’schen Mineralsystematik ordnet den Vysotskit in die Klasse der „Sulfide und Sulfosalze (Sulfide, Selenide, Telluride, Arsenide, Antimonide, Bismutide, Sulfarsenide, Sulfantimonide, Sulfbismutide)“ und dort in die Abteilung „Metallsulfide, M : S = 1 : 1 (und ähnliche)“ ein. Hier ist das Mineral in der Unterabteilung „mit Nickel (Ni), Eisen (Fe), Cobalt (Co) usw.“ zu finden, wo es zusammen mit Braggit und Cooperit die „Braggitgruppe“ mit der Systemnummer 2.CC.35a bildet.
In der vorwiegend im englischen Sprachraum gebräuchlichen Systematik der Minerale nach Dana hat Vysotskit die System- und Mineralnummer 02.08.05.02. Das entspricht der Klasse der „Sulfide und Sulfosalze“ und dort der Abteilung „Sulfidminerale“. Hier findet er sich innerhalb der Unterabteilung „Sulfide – einschließlich Seleniden und Telluriden – mit der Zusammensetzung AmBnXp, mit (m+n):p=1:1“ in der „Cooperitgruppe“, in der auch Cooperit und Braggit eingeordnet sind.

## Chemismus
In der theoretisch idealen, das heißt stoffreinen Verbindung von Vysotskit (PdS), die allerdings bisher nur als synthetische Verbindung bekannt ist, besteht das Mineral aus Palladium (Pd) und Schwefel (S) im Stoffmengenverhältnis von 1 : 1. Dies entspricht einem Massenanteil (Gewichts-%) von 76,85 Gew.-% Pd und 23,15 Gew.-% S.
Mikrosondenanalysen an natürlichen Mineralproben aus der Typlokalität Norilsk ergaben dagegen eine abweichende durchschnittliche Zusammensetzung von 57,6 Gew.-% Pd und 21,4 Gew.-% S sowie zusätzliche Gehalte von 16,6 Gew.-% Nickel (Ni) und 4,4 Gew.-% Platin (Pt). Zwei weitere Analysen an ähnlichen Mineralproben aus dem Stillwater-Komplex im US-Bundesstaat Montana ergaben durchschnittliche Gehalte von 67,6 bzw. 60,8 Gew.-% Pd und 24,1 bzw. 22,1 Gew.-% S sowie zusätzlich 2,2 bzw. 13,5 Gew.-% Pt und 5,9 bzw. 4,1 Gew.-% Ni.
Da Vysotskit und Braggit (PtS) eine Mischkristallreihe bilden, ist der gemessene Anteil von Platin darauf zurückzuführen. Die Endgliedformel für Vysotskit entspräche damit der oben genannten Idealformel. Allerdings wurden in allen Messungen auch signifikante Gehalte an Nickel ermittelt, weshalb die auch von der IMA akzeptierten Formel für Vysotskit mit (Pd,Ni)S angegeben wird.

## Kristallstruktur
Vysotskit kristallisiert in der tetragonalen Raumgruppe P42/m (Raumgruppen-Nr. 84) mit den Gitterparametern a = 6,43 Å und c = 6,61 Å sowie 8 Formeleinheiten pro Elementarzelle.
| Kristallstruktur von Vysotskit |
| - mit Blickrichtung parallel zur a-Achse - mit Blickrichtung parallel zur c-Achse - mit Blickrichtung parallel zur c-Achse - in der kristallographischen Standardausrichtung |
| Farbtabelle: _ Pt 0 _ S |

## Bildung und Fundorte
Vysotskit bildet sich in Andesin-Diabasen sowie in ultramafischen, geschichteten Intrusionen. An seiner Typlokalität, der Platinerzlagerstätte bei Norilsk, fand sich das Mineral in Paragenese mit Chalkopyrit, Cooperit, Linneit, Millerit und nickelhaltigem Pyrit. Als weitere Begleitminerale kamen im Stillwater-Komplex im US-Bundesstaat Montana neben Braggit noch Pentlandit, Pyrrhotin, Chalkopyrit, Cubanit, nickelhaltiger Mackinawit, gediegen Gold, Moncheit, Isoferroplatin, Kotulskit, Keithconnit, palladiumhaltiger Tulameenit hinzu.
Als seltene Mineralbildung konnte Vysotskit nur an wenigen Orten nachgewiesen werden, wobei weltweit bisher etwas mehr als 60 Fundorte dokumentiert sind (Stand 2020). An seiner Typlokalität in der Umgebung von Norilsk in der nordsibirischen Region Krasnojarsk konnte Vysotskit in der Severniy-Mine (auch Severnaya-Mine) und der Komsomol'skii Mine (auch Komsomolsk Mine) bei Talnach sowie der Medvezhyi Ruchei Mine gefunden werden. Daneben trat das Mineral in Russland noch an vielen Stellen auf der Halbinsel Kola in der Oblast Murmansk, in der Palladium-Gold-Lagerstätte Baronskoe-Kluevsky bei Nischni Tagil (engl. Nizhnii Tagil) in der Oblast Swerdlowsk, am Fluss Pustaja auf der Halbinsel Kamtschatka und in der Lagerstätte Vikshozero bei Kondopozhsky sowie im Kaalamo-Massiv und im plutonischen Lukkulaisvaara-Massiv am Fluss Oulankajoki (auch Olanga oder Olanka) in der Republik Karelien auf.
Weitere Fundorte liegen unter anderem in Bulgarien, China, Finnland, Griechenland, Grönland, Indien, Kanada, Kasachstan, der Demokratischen Republik Kongo, auf der zu den Philippinen gehörenden Insel Luzon, in Sierra Leone, Simbabwe, Spanien, Südafrika, Tansania und den weiteren US-Bundesstaaten Kalifornien, Nevada und Pennsylvania.